# Nuttea
Daddy Nuttea ou simplement Nuttea, de son vrai nom Olivier Lara, est un chanteur de reggae et ragga français né le 26 décembre 1968 en Guadeloupe et arrivé à Paris à l'âge de 6 ans. Il a débuté à la fin des années 1980 avec le sound system High Fight International, qui regroupait à l'époque Polino (selector), TipTop (operator) et comme DJ et chanteurs : Tonton David, Féfé Typical et Don Lickshot.

## Biographie
Il rencontre un premier succès en 1997 en même temps que son compatriote et ami Pierpoljak avec le morceau Agitateur diffusé sur certaines radios et la reprise en français de la chanson de Bob Marley intitulée Natural Mystic dont le clip était diffusé sur M6. En 2000, il connait un succès important avec son album Un signe du temps (dont le single Elle te rend dingue est extrait), vendu à 700 000 exemplaires.
Il contribue à plusieurs morceaux du groupe IAM : le refrain de Un cri court dans la nuit sur l'album L'École du micro d'argent, et La 25e image sur La Haine, musiques inspirées du film. Il poursuit sa collaboration avec le milieu du rap marseillais avec un featuring d'Akhenaton, membre d'IAM, sur le titre N (Haine) extrait de l'album Un signe du temps.
Depuis le début des années 1990, il chante à chacune de ses représentations une reprise du titre d'Harry Belafonte Jamaica Farewell. Le titre existe sous différentes formes sur chacun de ses albums également. 
Il s'est par ailleurs fait remarquer en participant à la bande originale du film Taxi 2 aux côtés de Disiz la peste, Faf Larage, Jalane, Taïro et Vasquez (chanteur du groupe Less du Neuf) formant le collectif One shot, sortie en mars 2000. Il collabore également avec le groupe anglais UB40, sur le titre Cover up sorti en 2001. Il tente un retour en 2004 avec l'album Urban Voodoo, qui sera un échec. Après 2004, sa carrière deviendra plus confidentielle. 
En 2013, il sort l'album Mister Reggae Music.
En 2017, il apparait sur le titre Terre aride, présent sur l'album Rêvolution d'IAM.

## Discographie

### Albums studio
- 1993 : Paris-Kingston-Paris (orthographié Daddy Nuttee sur la pochette)
- 1997 : Retour aux sources
- 2000 : Un signe du temps
- 2004 : Urban voodoo
- 2013 : Mister Reggae Music
- 2024 : Tribulations

### EP
- 1995 : Volume one (4 titres + 1 version instru)
- 2000 : Single (5 titres + 1 version instru)

### Single
- Il a sorti pas loin d'une vingtaine de single 2 ou 3 titres voire plus avec des différentes versions mixées ou instrumentales. Il ne sort aucun enregistrement en 1998, 2003, 2005 à 2008, 2014 et 2015[5].
- Clip
- 1993
- My sound come back
- 1997
- Natural Mystic
- Agitateur
- 2000
- Millénaire (feat Disiz La Peste Jalane Faf Larage)
- Elle dansent
- 2001
- Elle te rend dingue
- Trop peu de temps
- Cover up (feat UB40)
- Unité
- 2002
- Elle vit sa vie
- 2004
- Partout où j'irai
- 2013
- Héros (de son histoire)
- Silhouette
- Prends ma main
- 2014
- Désillusion (feat Dragon Davy)
- 2018
- Pull up selecta
- 2024
- Égaux (feat Kabada Pyramid)
- Ensemble
- DHK